# Schiocco delle dita
Lo schiocco delle dita è l'atto di creare colpi secchi strofinando i polpastrelli di una mano. In primo luogo ciò avviene creando una tensione tra il pollice e un altro dito (medio, indice o anulare) spostandolo con forza verso il basso in modo da colpire il palmo della stessa mano ad alta velocità. Nella vita quotidiana, spesso in combinazione con una o più esclamazioni pronunciate, è comunemente impiegato per attirare l'attenzione di qualcun altro.

## Storia
Nell'Antica Grecia lo schioccare le dita veniva usato da musicisti e ballerini come un modo per mantenere il ritmo ed era noto con il termine "ἀποληκέω" (apolekeo), "ἀποκρότημα" (apokrotema) (dal verbo "ἀποκροτέω" - apokroteo, "schioccare le dita") e "ἐπίπταισμα" (epiptaisma) ed è tutt'oggi una pratica consueta in Grecia.
È possibile utilizzare lo schiocco delle dita come sostituto del battito di mani e il Men's Glee Club dell'University del Michigan ha una lunga tradizione nel farlo, soprattutto per la lettura di poesie: «La ragione di questo (come dice la leggenda) è che non puoi applaudire e tenere in mano una birra [allo stesso tempo]! Un'altra possibile ragione è che lo snap è meno fastidioso che battere le mani durante i discorsi e gli annunci».

## In musica

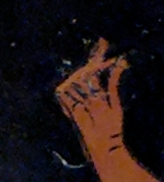
Le dita della mano destra di Pan sono in posizione di schiocco

In molte culture, schioccare le dita è una forma di percussione corporale, utilizzata in maniera massiccia soprattutto nel frangente della musica popolare per coinvolgere l'ascoltatore. I lavori di Angelo Badalamenti per esempio lo mostrano, come le sue colonne sonore per I segreti di Twin Peaks, Strade perdute, ma come anche il tema musicale della serie televisiva La famiglia Addams di Vic Mizzy.

## Beshkan, variante persiana

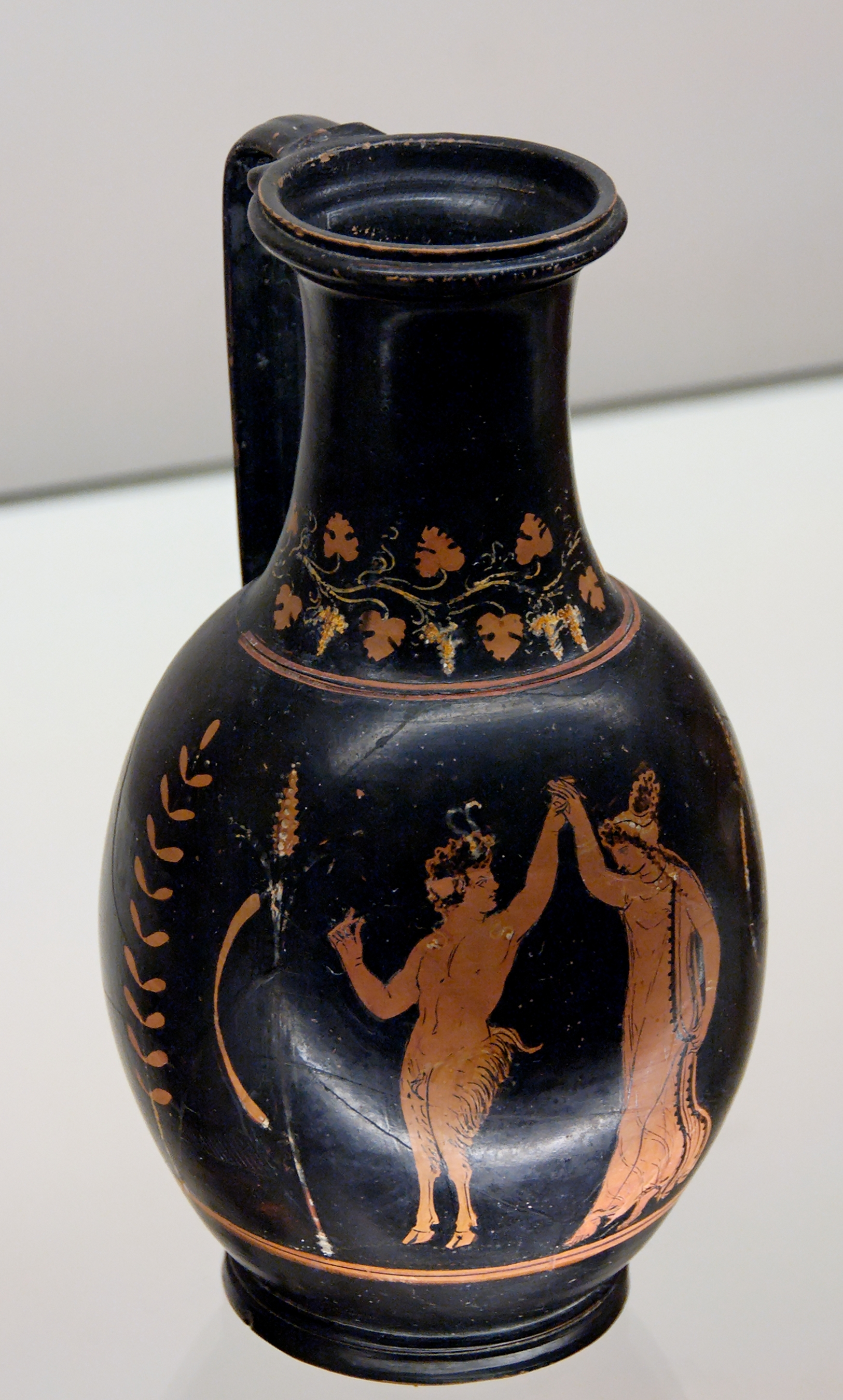
Un oinochoe a figure rosse di Apulia, 320-310 A.c. circa, raffigurante Pan, dio della Natura, ed una menade che ballano

Beshkan (in lingua persiana: بشكن), noto anche come lo "schiocco persiano", è una tradizionale percussione corporale iraniano che richiede entrambe le mani. Chi la fa crea un rumore scoppiettante più rumoroso nella pratica.

### Tecnica
Esistono due varianti dello schiocco persiano. Il più comune dei due per un individuo destrimano è il seguente:
- Mettere insieme le mani e ruotarle fino a quando le tre dita della mano destra si trovano sulla giunzione di questa e delle dita.
- Appoggiare il dito medio destro sulla mano sinistra in modo sicuro.
- Quindi, usando la tensione fornita dal pollice sinistro, agganciare il dito indice destro sullo spazio tra la giunzione e il dito medio destro.

Lo schiocco di mano persiano si è fatto strada prima nel Regno Unito attraverso le mani abili del soldato britannico Samuel Taylor, di Leeds, che lo aveva imparato mentre si trovava all'estero (ed in alcune parti dello Yorkshire è noto proprio come "Taylor Snap"), e poi in Europa, dove divenne noto presso le scuole elementari come gioco.